# Elefantmanden (film)
 For alternative betydninger, se Elefantmanden (flertydig). (Se også artikler, som begynder med Elefantmanden)
Elefantmanden er en amerikansk film fra 1980, instrueret af David Lynch. Filmen betragtes som hans første spillefilm med et større budget.
Filmen er baseret på bøgerne The Elephant Man and Other Reminiscences (1923) af Sir Frederick Treves og The Elephant Man: A Study in Human Dignity af Ashley Montagu, om Joseph Merrick, der blev kendt som "Elefantmanden".
Filmen er i sort/hvid af kunstneriske årsager.

## Medvirkende
- John Hurt – Elefantmanden
- Anne Bancroft – Madge Kendal
- John Gielgud – Carr Gomm
- Anthony Hopkins – Dr Frederick Treves
- Freddie Jones – Bytes